# Leucophora chilensis
Leucophora chilensis este o specie de muște din genul Leucophora, familia Anthomyiidae. A fost descrisă pentru prima dată de Malloch în anul 1934. Conform Catalogue of Life specia Leucophora chilensis nu are subspecii cunoscute.